# Filip Pajović
Filip Pajović (Kirin Serbia: Филип Пајовић; sinh 30 tháng 7 năm 1993) là một thủ môn bóng đá Serbia thi đấu cho Újpest FC.

## Danh hiệu
Videoton
- Ligakupa: 2012
- Nemzeti Bajnokság I: 2014–15